# Noise for Music’s Sake
Noise for Music’s Sake — двухдисковая компиляция, выпущенная в 2003 году английской группой Napalm Death.

## Об альбоме
Компиляция стала четвёртой за историю группы. Noise for Music’s Sake является ретроспективой всего музыкального творчества группы, выпущенного до того времени. Первый диск состоит из лучших песен группы, второй содержит редкие и раритетные композиции. Также диск содержит 20 страниц с интервью участников группы Шэйна Эмбери и Марка «Барни» Гринвея. Также второй диск включает описание и историю всех песен второго диска, а также историю и деятельность каждого участника, который когда-либо был в составе группы.

## Список композиций

### Диск 1
| №                   | Название                                                                           | Длительность |
| ------------------- | ---------------------------------------------------------------------------------- | ------------ |
| 1.                  | «The Kill» (с альбома "Scum")                                                      | 0:20         |
| 2.                  | «Scum» (с альбома "Scum")                                                          | 2:37         |
| 3.                  | «You Suffer» (с альбома "Scum")                                                    | 0:06         |
| 4.                  | «Deceiver» (с альбома "Scum")                                                      | 0:27         |
| 5.                  | «Hung» (с альбома "Fear, Emptiness, Despair")                                      | 3:48         |
| 6.                  | «Antibody» (с EP "Greed Killing")                                                  | 2:50         |
| 7.                  | «Unchallenged Hate» (с EP "Mass Appeal Madness)                                    | 2:07         |
| 8.                  | «Siege of Power» (с EP "Suffer The Children")                                      | 3:32         |
| 9.                  | «Greed Killing» (с альбома "Diatribes")                                            | 3:04         |
| 10.                 | «Suffer the Children» (с альбома "Harmony Corruption")                             | 4:20         |
| 11.                 | «Mass Appeal Madness» (с EP "Mass Appeal Madness")                                 | 3:28         |
| 12.                 | «Next of Kin to Chaos» (с альбома "Words from the Exit Wound")                     | 4:08         |
| 13.                 | «Judicial Slime» (с альбома "Utopia Banished")                                     | 2:37         |
| 14.                 | «Lucid Fairytale» (с альбома "From Enslavement To Obliteration")                   | 1:02         |
| 15.                 | «If the Truth Be Known» (с альбома "Harmony Corruption")                           | 4:10         |
| 16.                 | «Plague Rages» (с альбома "Fear, Emptiness, Despair")                              | 3:50         |
| 17.                 | «Social Sterility» (с альбома "From Enslavement To Obliteration")                  | 1:12         |
| 18.                 | «From Enslavement to Obliteration» (с альбома "From Enslavement To Obliteration")  | 1:35         |
| 19.                 | «Lowpoint» (с альбома "Inside the Torn Apart")                                     | 3:16         |
| 20.                 | «Contemptuous» (с альбома "Utopia Banished")                                       | 4:22         |
| 21.                 | «Diatribes» (с альбома "Diatribes")                                                | 3:50         |
| 22.                 | «The Chains that Bind Us» (с альбома "Harmony Corruption")                         | 4:06         |
| 23.                 | «Armageddon X 7» (пренонсация "Times Seven", с альбома "Fear, Emptiness, Despair") | 3:14         |
| 24.                 | «Breed to Breathe» (с альбома "Inside the Torn Apart")                             | 3:15         |
| 25.                 | «The World Keeps Turning» (EP Версия)                                              | 3:17         |
| 26.                 | «The Infiltraitor» (с альбома "Words from the Exit Wound")                         | 4:30         |
| 27.                 | «Nazi Punks Fuck Off» (с EP "Nazi Punks Fuck Off!)                                 | 1:27         |
| Общая длительность: | Общая длительность:                                                                | 76:38        |

### Диск 2
| №                   | Название | Длительность |
| ------------------- | --- | ------------ |
| 1.                  | «Rise Above» (с EP "Mentally Murdered") | 2:41         |
| 2.                  | «Missing Link» (с EP "Mentally Murdered") | 2:14         |
| 3.                  | «Mentally Murdered» (с EP "Mentally Murdered") | 2:09         |
| 4.                  | «Walls of Confinement» (с EP "Mentally Murdered") | 2:55         |
| 5.                  | «Cause and Effect» (с EP "Mentally Murdered") | 1:23         |
| 6.                  | «No Mental Effort» (с EP "Mentally Murdered") | 4:08         |
| 7.                  | «Pride Assassin» (не был реализован, первая композиция записанная как пять частей)                                                                                         | 2:05         |
| 8.                  | «Avalanche Master Song» (featuring Godflesh, live at ICA, London, 1990-06-29; from limited edition free live album released with album "Harmony Corruption")               | 5:00         |
| 9.                  | «One and the Same» (с лимитированного издания альбома "Utopia Banished")                                                                                                   | 1:47         |
| 10.                 | «Sick and Tired» (с лимитированного издания альбома "Utopia Banished") | 1:24         |
| 11.                 | «Malignant Trait» (с лимитированного издания альбома "Utopia Banished") | 2:17         |
| 12.                 | «Killing with Kindness» (с лимитированного издания альбома "Utopia Banished")                                                                                              | 2:01         |
| 13.                 | «Means to an End» (с лимитированного издания альбома "Utopia Banished") | 2:56         |
| 14.                 | «Insanity Excursion» (с лимитированного издания альбома "Utopia Banished")                                                                                                 | 2:15         |
| 15.                 | «Truth Drug» (с лимитированного издания альбома "Fear, Emptiness, Despair")                                                                                                | 3:50         |
| 16.                 | «Living in Denial» (с лимитированного издания альбома "Fear, Emptiness, Despair")                                                                                          | 2:58         |
| 17.                 | «Food Chains» (с редкого сплита с группой Coalesce) | 3:14         |
| 18.                 | «Upward and Uninterested» (с редкого сплита с группой Coalesce) | 2:24         |
| 19.                 | «I Abstain» (с редкого сплита с группой Coalesce) | 3:33         |
| 20.                 | «Politics of Common Sense» (с редкого сплита с группой At The Gates) | 2:59         |
| 21.                 | «Internal Animosity» (студийная запись композиции включала в себя помимо основных участников Ли Дорриана; Патологическая компиляция)                                       | 5:19         |
| 22.                 | «Scum» (студийная запись композиции включала в себя помимо основных участников Ли Дорриана & Билла Стира; Северо-Атлантическая шумовая атакующая компиляция)               | 2:21         |
| 23.                 | «Life» (студийная запись композиции включала в себя помимо основных участников Ли Дорриана & Билла Стира; Северо-Атлантическая шумовая атакующая компиляция)               | 0:37         |
| 24.                 | «Retreat to Nowhere» (студийная запись композиции включала в себя помимо основных участников Ли Дорриана & Билла Стира; Северо-Атлантическая шумовая атакующая компиляция) | 0:27         |
| 25.                 | «Remain Nameless» (Pete Coleman оригинальное микширование) | 3:32         |
| 26.                 | «Twist the Knife (Slowly)» (Pete Coleman оригинальное микширование) | 2:51         |
| 27.                 | «Deceiver» (w/Swanky's Intro - live in Ваккен, Бельгия, 1987-07-11) | 0:47         |
| 28.                 | «The Traitor» (live at The Mermaid, Бирмингем, Великобритания, 1986-11-01)                                                                                                 | 3:23         |
| 29.                 | «Abattoir» (live at The Mermaid, Бирмингем, Великобритания, 1986-03-30) | 3:12         |
| Общая длительность: | Общая длительность: | 76:56        |

## Участники записи
В записи альбома принимали участие не только действующие участники группы. В качестве гостевых на некоторых композициях участвовал бывший вокалист Ли Дорриан и бывший гитарист Билл Стир. Другие песни были записаны ещё в раннем творчестве группы, когда никого из нынешних участников группы не было.
- Марк «Барни» Гринуэй — вокал
- Митч Харрис — гитара
- Джесси Пинтадо — гитара
- Шейн Эмбери — бас, компилятор
- Дэнни Эррера — барабаны
- Николас Буллен — вокал, бас
- Мик Харрис — барабаны
- Джастин Броадрик — гитара
- Билл Стир — гитара
- Ли Дорриан — вокал
- Джим Уайтли — бас